# Sent Lisièr
Sent Lisièr deu Plantèr (en francès Saint-Lizier-du-Planté) és un municipi francès situat al departament del Gers i a la regió d'Occitània.

## Demografia
| 1962                                       | 1968 | 1975 | 1982 | 1990 | 1999 | 2006 |
| ------------------------------------------ | ---- | ---- | ---- | ---- | ---- | ---- |
| 174                                        | 152  | 131  | 112  | 120  | 112  | 117  |
| Des de 1962: població sense dobles comptes |      |      |      |      |      |      |

## Administració
| Període   | Identitat          | Partit |
| --------- | ------------------ | ------ |
| 2001-2008 | Michel Marti       |        |
| 2001-     | Raymonde Dambielle |        |